# Talpa (Nuovo Messico)
Talpa è un census-designated place (CDP) degli Stati Uniti d'America, situato nello stato del Nuovo Messico, nella contea di Taos.